# もしあなただったら
「もしあなただったら」、ないし、「イット・ハッド・トゥ・ビー・ユー (It Had to Be You)」は、アイシャム・ジョーンズが作曲しガス・カーンが歌詞を書いたポピュラー音楽の楽曲。最初に発表されたのは1924年であった。

## 映画における使用
この曲は、1936年の短編映画『Melody in May』でルース・エッティングが歌ったほか、1939年の映画『彼奴は顔役だ!』でプリシラ・レインが、1947年の映画『It Had to Be You』でジンジャー・ロジャースとコーネル・ワイルドが歌い、1944年の映画『愛の終焉 (Mr. Skeffington)』でも使われたほか、ガス・カーンと妻グレース・ルボワ・カーン (Grace LeBoy Kahn) をモデルにした1951年の映画『I'll See You in My Dreams』ではダニー・トーマスが歌った。1947年の映画『でっかく生きる (Living in a Big Way)』では、様々なグループがこの曲を歌うのに合わせてジーン・ケリーとマリー・マクドナルドが踊り、1942年の映画『カサブランカ』ではドーリー・ウィルソン、1944年の映画『Show Business』ではジョージ・マーフィー、1945年の映画『Incendiary Blonde』ではベティ・ハットン、1977年の映画『アニー・ホール』ではダイアン・キートンが歌った。さらに、1992年の映画『プリティ・リーグ』ではミーガン・カヴァナーが歌った。
1989年の映画『恋人たちの予感』の主題曲とされたこの曲は、ハリー・コニック・ジュニアが歌ったバージョンがシングル化され、アメリカ映画主題歌ベスト100においても60位とされた。

## おもな録音

### 発表当初の録音
- Sam Lanin and his Orchestra on Okeh 40084 - 1924年3月20日録音
- Ambassadors on Vocalion 14792 (matrix 12951) - 1924年3月24日録音
- Marion Harris on Brunswick 2610 (matrix 12760-62) - 1924年3月28日録音
- Paul Whiteman and his Orchestra on Victor 19339 (matrix 29779) - 1924年4月8日録音
- Cliff Edwards on Pathé Actuelle 032047 (matrix 105278) - 1924年4月15日録音
- The California Ramblers on Columbia 127-D (matrix 81700-2) - 1924年4月18日録音
- Isham Jones and his Orchestra on Brunswick 2614 - 1924年4月24日録音
- Aileen Stanley and Billy Murray with Prince's Orchestra on Victor 19373 (matrix 30247-3) - 1924年6月5日録音
- Chappie d'Amato with Jack Hylton and his Orchestra on HMV B-1887 (matrix Bb 4978-2) - 1924年8月19日録音

### その後のおもなカバー
- Dick Haymes and Helen Forrest with Victor Young and his Orchestra on Decca 23349 (matrix L-3446)  - 1944年6月28日録音
  - このバージョンは、『ビルボード』誌の「ベスト・セラー・チャート」に1944年9月14日に初登場し、5週にわたってチャート入りし、最高4位まで上昇した。この曲のレコードは「Together」とのカップリングであったが、こちらも最高3位となる両面ヒットとなった。
- アンディ・ウィリアムスは、1965年のアルバム『Andy Williams' Dear Heart』にこの曲を収録した[3]。
- ハリー・コニック・ジュニアは、1989年にこの曲をシングルとしてカバーした[4]。
- ロッド・スチュワートは、2002年のアルバム『ザ・グレイト・アメリカン・ソングブック』にこの曲を収録し、原盤では曲名をアルバムのサブタイトルにもしている[5]。
- 松田聖子は、2019年のアルバム『SEIKO JAZZ 2』にこの曲を収録し、ジャズアレンジでカバーしている。